# Gaël Germany
Gaël Germany (* 10. května 1983 Sainte-Marie, Martinik) je francouzský fotbalový záložník původem z Martiniku, od roku 2013 působí ve francouzském klubu Paris FC.

## Reprezentační kariéra
V roce 2003 debutoval v A-týmu Martiniku. V témže roce byl nominován do kádru pro Zlatý pohár CONCACAF 2003, kde zasáhl do utkání s USA (prohra 0:2) a Salvadorem (prohra 0:1). Martinik skončil na posledním třetím místě základní skupiny C a byl vyřazen.